# NGC 858
NGC 858 je galaksija u zviježđu Kit.

## Vanjske poveznice
- SEDS: NGC 858